# よろこびの花が咲く〜True Kiss〜
『よろこびの花が咲く 〜True Kiss〜』（よろこびのはながさく トゥルー・キス）は、宇徳敬子の4作目のオリジナル・アルバム。2006年11月22日にZAIN RECORDSから発売された。

## 内容
当時の主な活動は、ライブのほか他アーティストへの作品提供やコーラスでの参加などをメインとしていたこともあり、オリジナル・アルバムの発表は、前作『満月〜rhythm〜』から8年3か月ぶりとなった。ライナーノーツに加えて、宇徳自身による楽曲解説を掲載したフォト・ブックが封入されている。
ボーナス・トラックを含む15曲中6曲はシングル収録曲で、その中の2曲はアルバム収録用に手直しされている。シングル「Realize」は7年半、「大切に想うエトセトラ」は6年半を経てアルバム初収録となった。
M-1「プロローグ」、M-14「エピローグ ♪Highland Cathedral♪」は、作詞・作曲のクレジットを表記していない。M-2「I can feel 〜世界でいちばん君が光っている〜」は、ベスト・アルバム『THE BEST “eternity”』収録の「I can feel ～今 きみがいちばん光ってる～」の歌詞を若干修正し、タイトルも変更された。M-6「雨の日はポジティヴ」は2000年初頭に制作した楽曲で、タイトルが何度か変更され上記のタイトルに至った。

## 収録曲

### CD
| 全作詞: 宇徳敬子、全作曲: 宇徳敬子（M-4のみ宇徳敬子・大島こうすけ）。 |                                                                |           |                                             |                         |      |
| #                                                                     | タイトル                                                       | 作詞      | 作曲・編曲                                  | 編曲                    | 時間 |
| 1.                                                                    | 「プロローグ」                                                 | 宇徳敬子  | 宇徳敬子（M-4のみ宇徳敬子・ 大島こうすけ ） | -                       | 0:58 |
| 2.                                                                    | 「I can feel 〜世界でいちばん君が光っている〜」                | 宇徳敬子  | 宇徳敬子（M-4のみ宇徳敬子・ 大島こうすけ ） | 寺地秀行                | 4:44 |
| 3.                                                                    | 「Strawberry night」                                           | 宇徳敬子  | 宇徳敬子（M-4のみ宇徳敬子・ 大島こうすけ ） | NAKEDGRUN・大賀好修     | 4:19 |
| 4.                                                                    | 「True Kiss」                                                  | 宇徳敬子  | 宇徳敬子（M-4のみ宇徳敬子・ 大島こうすけ ） | 大島こうすけ・NAKEDGRUN | 4:49 |
| 5.                                                                    | 「Deep story」                                                 | 宇徳敬子  | 宇徳敬子（M-4のみ宇徳敬子・ 大島こうすけ ） | NAKEDGRUN               | 4:23 |
| 6.                                                                    | 「雨の日はポジティヴ」                                         | 宇徳敬子  | 宇徳敬子（M-4のみ宇徳敬子・ 大島こうすけ ） | 麻井寛史                | 4:30 |
| 7.                                                                    | 「Realize」(album ver.)                                        | 宇徳敬子  | 宇徳敬子（M-4のみ宇徳敬子・ 大島こうすけ ） | 徳永暁人                | 4:53 |
| 8.                                                                    | 「大切に想うエトセトラ」                                       | 宇徳敬子  | 宇徳敬子（M-4のみ宇徳敬子・ 大島こうすけ ） | 寺地秀行                | 4:05 |
| 9.                                                                    | 「friend」                                                     | 宇徳敬子  | 宇徳敬子（M-4のみ宇徳敬子・ 大島こうすけ ） | UK Project              | 2:05 |
| 10.                                                                   | 「神様からのプレゼント」                                       | 宇徳敬子  | 宇徳敬子（M-4のみ宇徳敬子・ 大島こうすけ ） | 池田大介                | 3:23 |
| 11.                                                                   | 「泣いて」                                                     | 宇徳敬子  | 宇徳敬子（M-4のみ宇徳敬子・ 大島こうすけ ） | 寺地秀行                | 4:53 |
| 12.                                                                   | 「Now & Forever」                                              | 宇徳敬子  | 宇徳敬子（M-4のみ宇徳敬子・ 大島こうすけ ） | 池田大介                | 4:22 |
| 13.                                                                   | 「Kiss」(piano ver.)                                           | 宇徳敬子  | 宇徳敬子（M-4のみ宇徳敬子・ 大島こうすけ ） | 大楠雄蔵                | 3:30 |
| 14.                                                                   | 「エピローグ ♪Highland Cathedral♪」                            | 宇徳敬子  | 宇徳敬子（M-4のみ宇徳敬子・ 大島こうすけ ） | -                       | 0:52 |
| 15.                                                                   | 「神様からのプレゼント」(guitar ver.) (シークレット・トラック) | 宇徳敬子  | 宇徳敬子（M-4のみ宇徳敬子・ 大島こうすけ ） | 大賀好修                | 4:35 |
| 合計時間:                                                             | 合計時間:                                                      | 合計時間: | 56:52                                       |                         |      |

## タイアップ
- I can feel 〜世界でいちばん君が光っている〜
ゆうあいピック岐阜大会テーマソング。
- Strawberry night
TBS系『クチコミ』10・11月度エンディングテーマ。
- Realize
コーセー ″Newサロンスタイル″ CMソング。
- 大切に想うエトセトラ
テレビ朝日系「トゥナイト2」テーマソング。

## 参加ミュージシャン
- 寺地秀行 - ピアノ、プログラミング
- 山木秀夫 - ドラム
- 渡辺直樹 - ベース
- 大賀好修（nothin' but love・OOM・Sensation） - ギター
- 寺島良一 - ギター、プログラミング
- 徳永暁人（doa） - プログラミング、コーラス
- 増崎孝司（DIMENSION） - ギター
- YOKO Black. Stone - コーラス
- 池田大介 - プログラミング
- 大楠雄蔵 - ピアノ、キーボード